# Radio Vrij Nederland
Radio Vrij Nederland was een op Nederland gericht radiostation dat aan het begin van de Tweede Wereldoorlog één maand uitzond vanuit Parijs. Deze omroep werd kort na de Duitse inval in Nederland opgericht door een aantal Nederlandse correspondenten in Parijs, onder wie Hendrik van den Broek. Dit gebeurde na overleg met minister van Buitenlandse Zaken E.N. van Kleffens. 
Ook schrijver A. den Doolaard werkte bij het station.

## Achtergrond
Op 19 mei 1940 vond de eerste uitzending plaats. Er waren dagelijks drie uitzendingen, samen 50 minuten, via Radio Paris, dat al sinds 1939 uitzendingen in buitenlandse talen verzorgde. De redactie van de programma's werd gedaan in een gebouw van een dochterbedrijf van Philips en de uitzendingen werden voorgelezen in een studio in een kelder van de Franse telefoondienst. Voor de berichten baseerde men zich op een monitordienst die de radioprogramma's uit Berlijn en het bezette Hilversum beluisterde. 
Op 10 juni 1940 werden de uitzendingen alweer beëindigd omdat de Duitse troepen na operatie Fall Rot vlak voor Parijs stonden. Diverse journalisten kwamen later te werken bij Radio Oranje en Radio Herrijzend Nederland. De naam van de zender was een inspiratie voor de verzetskrant Vrij Nederland.
1. ↑  https://www.archieven.nl/nl/zoeken?mivast=0&mizig=210&miadt=298&miaet=1&micode=185a&minr=760657&miview=inv2